# Nampula
Nampula è una città del Mozambico, capoluogo del distretto omonimo e della provincia omonima. Con una popolazione di circa 471 717 abitanti (censimento del 2007), è la città più grande del Mozambico settentrionale; per questo motivo viene chiamata informalmente Capital do Norte ("capitale del nord" in portoghese). È anche il principale polo economico del nord, se non dell'intero Paese. Il nome "Nampula" deriva da N'wampuhla, un antico capo della popolazione locale.

## Storia
In epoca coloniale, Nampula fu la capitale della colonia portoghese di Nyassa. È diventata formalmente una città nel 1956.

## Società

### Evoluzione demografica
La popolazione della città e della provincia di Nampula è principalmente di etnia bantu. La lingua parlata dalle etnie della provincia si chiama Makua. Una percentuale consistente degli abitanti di Nampula (circa il 40%) mantiene tutt'oggi l'organizzazione sociale e la cultura tribale pre-coloniale.

## Economia
L'economia di Nampula e della provincia è centrata sull'agricoltura; si coltivano tra l'altro cotone, ortaggi, mais e arachidi. La città non viene generalmente inclusa nei percorsi turistici.

## Monumenti e luoghi d'interesse
A Nampula si trovano il Museo etnografico nazionale del Mozambico, diversi importanti mercati, moschee e chiese. Particolarmente imponente è la cattedrale di Nostra Signora di Fátima, caratterizzata da una doppia cupola.

## Collegamenti
La rete stradale intorno a Nampula è relativamente sviluppata. Inoltre, la città si trova sulla ferrovia Nacala Lichinga, che la collegano a Lumbo e altri importanti centri del Mozambico. Nei pressi di Nampula sorge anche un aeroporto internazionale (codice IATA APL). 

## Amministrazione
Nampula è retta da un consiglio municipale eletto localmente. L'attuale presidente del consiglio municipale è Castro Namacua. Presidenti precedenti sono stati, in ordine cronologico: Aurélio das Neves, Germano José Joaquim, Francisco Joaquim de Lima, Narciso João Iondela, Ishaca Abdul Ali Baraca e Dionísio Cherewa.

## Istruzione
A Nampula ha sede l'Università cattolica del Mozambico (Universidade Católica de Moçambique), una struttura privata ma riconosciuta dallo Stato.

## La questione del traffico di organi
Nella zona di Nampula è stato denunciato da diverse fonti, negli anni 2000, un presunto traffico di organi ai danni dei molti bambini orfani che vivono per le strade.